# تپه آگاه
تپه آگاه مربوط به دوران پیش از تاریخ ایران باستان - میانه دوران‌های تاریخی پس از اسلام است و در شهرستان سنقر، بخش کلیائی، روستای آگاه واقع شده و این اثر در تاریخ ۱۲ تیر ۱۳۸۴ با شمارهٔ ثبت ۱۲۰۵۰ به‌عنوان یکی از آثار ملی ایران به ثبت رسیده است.